# Liberator (pistola)
Para la pistola monotiro de la Segunda Guerra Mundial, véase FP-45 Liberator.
La Liberator es una pistola de impresión 3D, el primer diseño de un arma de fuego que se publicó y difundió ampliamente a través de internet. Ha sido diseñada por la empresa  Defense Distributed, su diseño fue alojado en internet el 6 de mayo de 2013 y se descargó más de 100.000 veces durante los dos primeros días después de su publicación, antes que el Departamento de Estado ordenase su retirada.
Los planos del arma están albergados en internet y se encuentran disponibles en páginas web de intercambio de archivos tales como The Pirate Bay y GitHub.
El 19 de julio de 2018, el Departamento de Justicia de los Estados Unidos llegó a un acuerdo con Defense Distributed, permitiendo la venta de planos para armas de fuego de impresión 3D a partir del 1 de agosto de 2018. El presidente Donald Trump twiteó un críptico mensaje en aparente referencia a la decisión de permitir la publicación en línea de los archivos de la Liberator: "Estoy interesado en la venta al público de armas de fuego de plástico 3D. ¡Ya hablé con la National Rifle Association of America, no parece tener mucho sentido!".
El 31 de julio de 2018, un juez federal detuvo la distribución de los planos de la Liberator porque es un arma de fuego que no puede rastrearse ni detectarse, citando motivos de seguridad.

## Origen del concepto y su nombre
La pistola toma su nombre de la FP-45 Liberator, una pistola monotiro diseñada por George Hyde y producida en serie por la división Inland de la General Motors para la Office of Strategic Services (OSS) durante la Segunda Guerra Mundial, a fin de ser lanzada en paracaídas sobre la Europa ocupada como armamento para los resistentes. Siendo un proyecto de la OSS (que posteriormente pasaría a ser la CIA), se cree que la FP-45 Liberator también fue una herramienta de guerra psicológica. Las fuerzas de ocupación en Europa tendrían que sopesar evidencias sobre las pistolas distribuidas como un factor al planificar operaciones contra la resistencia civil, que complicaría su estrategia y afectaría la moral. Sin embargo, a pesar de haberse empleado en Francia, hay pocas pruebas que las pistolas fueron lanzadas en paracaídas sobre la Europa ocupada en grandes cantidades.
La publicación de los planos de la Liberator en internet puede ser entendida como el intento de Defense Distributed de ejecutar una operación psicológica de apoyo a la resistencia contra los gobiernos.

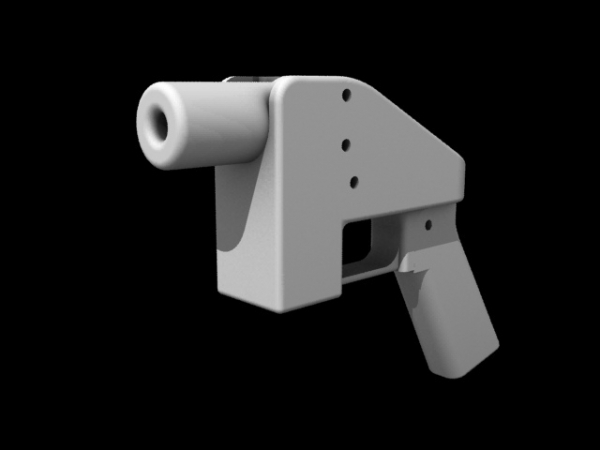
Modelo 3D de la pistola Liberator de Defense Distributed.

## Retiro de los planos y su albergue enThe Pirate Bay
A pocos días de su publicación, la Oficina de Control del Comercio Defensivo del Departamento de Estado envió una carta a Defense Distributed ordenándole el retiro de los planos de la Liberator del internet. El Departamento de Estado justificó esta acción al tener el derecho de regular el flujo de datos técnicos sobre armas, así como su papel en aplicar el Acta de Control de Exportación de Armas de 1976.
Sin embargo, al poco tiempo el diseño apareció en The Pirate Bay, que públicamente afirmó su defensa de la información. Citado en TorrentFreak: "TPB ha estado operando por casi 10 años sin retirar un solo torrent debido a presión del exterior. Y nunca empezará a hacer esto,"

La página web publicó un comunicado en su página de Facebook:

Por lo visto, hay algunos planos 3D de armas en la sección fisibles de TPB. Planos que el gobierno de los Estados Unidos afirma que son de su propiedad. Nuestra posición es, como siempre, de no borrar cualquier torrent mientras figure su contenido en la descripción de éste. Las armas imprimibles son un tema muy serio que a partir de ahora estará en debate por mucho tiempo. Nosotros no condonamos la violencia con armas. Nosotros creemos que el mundo necesita menos armas, no más. Nosotros creemos, sin embargo, que estos planos pueden quedarse en internet a pesar de bloqueos o censura, ya que así es como funciona el internet. Si allá afuera hay un lunático que quiere imprimir armas para matar personas, él o ella lo hará. Con o sin TPB. Es mejor  tener esos planos en internet (TPB) para que sean revisados por pares (los hilos de comentarios), que semi ocultos en los más oscuros lugares del internet.
The Pirate Bay, 10 de mayo de 2013

## Recepción
Ejemplares de la pistola Liberator fueron compradas por el Museo de Victoria y Alberto, mientras que un ejemplar de la pistola está expuesta en el Museo de Ciencias de Londres.
Lewis Page escribió en The Register ridiculizando a la Liberator y afirmando que "no es una pistola asi como cualquier otro trozo muy corto de tubería de plástico es una 'pistola'", comparándola despectivamente con un arma de fuego improvisada de la década de 1950.

## Uso
En mayo de 2013, el noticiero Ajankohtainen kakkonen del canal finlandés Yle TV2 produjo una pistola Liberator bajo la supervisión de un armero cualificado y la disparó en condiciones controladas. Durante el experimento, el arma se rompió.
Los reporteros del Canal 10 israelí construyeron y probaron una Liberator con un cartucho de 9 mm, impactando con éxito un blanco situado a varios metros. El 24 de junio de 2013, los reporteros introdujeron subpreticiamente la pistola (sin cañón y sin munición) en el edificio del Knesset, situándose a corta distancia del primer ministro israelí Benjamin Netanyahu.
Un japonés imprimió y ensambló cinco pistolas Liberator, y el 12 de abril de 2014 subió a internet un video donde mostraba sus armas. Las autoridades lo arrestaron el 8 de mayo de 2014, descubriendo que al menos dos de sus pistolas tenían capacidad letal. Cody Wilson, el fundador de Defense Distributed, declaró sobre el incidente que el hombre "llevó a cabo su trabajo a la vista, sin sospechas, temor o deshonra".

## La Liberator en ficción
- El primer episodio de la segunda temporada de la serie Elementary trata sobre un asesinato cometido con una Liberator. El antagonista del episodio imprime la pistola, la utiliza, la desarma inmediatamente y disuelve sus piezas en acetona para eliminar cualquier evidencia en su contra.
- En el último episodio de la primera temporada de la serie Cómo vender drogas online, uno de los protagonistas intenta disparar una Liberator y esta falla. Acto seguido el antagonista, tomándola como un juguete se suicida al dispararse accidentalmente en la cara.